# Eumops maurus
Eumops maurus är en fladdermusart som först beskrevs av Thomas 1901.  Eumops maurus ingår i släktet Eumops och familjen veckläppade fladdermöss. IUCN kategoriserar arten globalt som otillräckligt studerad. Inga underarter finns listade i Catalogue of Life.
Denna fladdermus förekommer i Sydamerika i regionen Guyana. Arten vistas i låglandet och når sällan 500 meter över havet. Habitatet utgörs av fuktiga skogar, av galleriskogar och av savanner med trädgrupper. Individerna jagar främst stora insekter.